# رينيه هالر
رينيه هالر هو مهندس المناظر الطبيعية سويسري، ولد في 18 ديسمبر 1933 في Lenzburg ‏ في سويسرا.